# Volksbank Kassel Göttingen
Die Volksbank Kassel Göttingen eG ist eine Genossenschaftsbank mit Sitz in Kassel. 

## Geschichte der Volksbank Kassel Göttingen eG
Die Volksbank Kassel Göttingen eG entstand durch die Fusion der Kasseler Bank eG mit der Volksbank Göttingen eG im Jahr 2017. Die Eintragung in das Genossenschaftsregister fand am 12. Oktober 2017 statt; das Unternehmen fusionierte rückwirkend zum 1. Januar 2017. 

### Geschichte der ehemaligen Kasseler Bank eG
Die Geschichte der ehemaligen Kasseler Bank eG beginnt am 25. Januar 1864 mit der Gründung des Creditvereins zu Cassel. Unter Vorsitz des Kaufmanns Louis Credé schlossen sich 72 Fabrikanten und Handwerker zusammen, um ihre Geschäfte zu fördern. Weitere einflussreiche Kasseler Bürger wie der Lokomotivfabrikant Oscar Henschel, der Publizist Salomon Hahndorf, der Kaufmann Louis Rosenzweig und der Buchhändler Georg Heinrich Wiegand gehörten zu den Gründungsmitgliedern. Mit 20.000 Talern Betriebskapital nahm der Verein seine Geschäfte auf. Ein halbes Jahr nach der Gründung erhöhte sich das Betriebskapital um 150 %. Nach 25 Jahren waren aus 72 Mitgliedern 2.250 Bankteilhaber geworden. Im Mai 1923 benannte sich der Creditverein zu Cassel in Kreditbank Cassel um. Vier Jahre später wurde das „C“ im Stadtnamen durch ein „K“ ersetzt. 1931 fusionierte die Kreditbank Kassel als übernehmende Genossenschaft mit der Gewerbebank. Nach einer Umfirmierung im März 1943 in „Volksbank Kassel“ wurde die Kasseler Beamtenbank Teil der Volksbank Kassel.
1970 fusionierte die Volksbank Kassel eG mit der Waren-Kredit-Genossenschaft eG und der Volksbank Bad Wildungen eG, 1977 mit der Volksbank Wolfhagen eG, 1991 mit der Spar- und Kreditbank Bettenhausen und der Volksbank Hofgeismar eG. 1996 entstand durch die Fusion mit der Raiffeisenbank Kurhessen die Volks- und Raiffeisenbank Kassel eG, die sich ein Jahr später in die Kasseler Bank eG umbenannte. Die letzte Fusion der Kasseler Bank eG fand im August 2001 mit der Raiffeisenbank Hofgeismar eG statt.

### Geschichte der ehemaligen Volksbank Göttingen eG

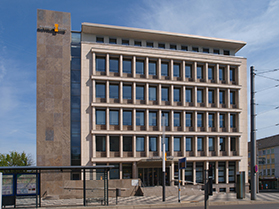
Hauptstelle 2014

Am 14. November 1896 bildeten sechs Handwerker den Aufsichtsrat und 14 Mitglieder unterzeichneten das Gründungsprotokoll. Die Volksbank Göttingen nahm ihren Geschäftsbetrieb im folgenden Jahr auf. Zu Beginn hieß sie Göttinger Spar- und Darlehenskasse e.G.m.b.H. und startete mit 103 Mitgliedern. Das erste Geschäftsjahr wurde mit einem Umsatz von 413.317 Mark abgeschlossen. Im Frühjahr 1943 beschloss die Generalversammlung ihre Namensänderung in „Volksbank Göttingen eGmbH“.
Durch die Verschmelzung mit benachbarten Genossenschaftsbanken vergrößerte sich auch das Geschäftsgebiet erheblich. 1964 fusionierte die Volksbank Göttingen eG als übernehmende Genossenschaft mit der Spar- und Darlehenskasse Herberhausen-Roringen, 1980 mit der Volksbank Nörten-Hardenberg und 1991 mit der Raiffeisenbank Hedemünden. Das Geschäftsvolumen erreichte im Jahr 2016 rund 739 Mio. Euro.

## Organisationsstruktur

### Geschäftsausrichtung
Die Volksbank Kassel Göttingen eG unterhält ein Servicestellennetz mit 40 Stellen (inkl. SB-Stellen). Ergänzend steht in den Hauptstellen in Kassel und Göttingen ein Immobiliencenter mit Beratungsservice zur Verfügung.

### Geschäftsgebiet
Das Geschäftsgebiet der Volksbank Kassel Göttingen erstreckt sich über Hessen, Niedersachsen und mit einer Filiale in Heiligenstadt auch über einen Teil Thüringens.

## Führung
Der Vorstand als geschäftsführendes Leitungsorgan besteht aus den Mitgliedern Wolfgang Osse (Vorsitzender), Kerstin Orth, Hans-Christian Reuß, Thorsten Schartel und Volker Stern. Der Aufsichtsrat besteht als Kontrollorgan aus neun Mitgliedern. 

## Stiftung
Die im Mai 2007 gegründete Stiftung der ehemaligen Kasseler Bank eG besteht auch nach der Fusion mit der Volksbank Göttingen eG. Ziel ist die Förderung von Projekten in Wissenschaft und Forschung, Kultur, Kunst sowie Bildung und Sport.